# Awu
Pour les articles homonymes, voir Awu.
L'Awu, en indonésien Gunung Awu, est un volcan d'Indonésie situé sur Sangir. Culminant à 1 320 mètres d'altitude, sa dernière éruption remonte à 2004.